# Institut français de Libye
L'Institut français de Libye fait partie du réseau mondial des instituts français. Son bureau principal est basé à Tripoli, avec une antenne locale à Benghazi.

## Informations générales
En raison de l'instabilité politique et de l'insécurité, en particulier envers les intérêts français en Libye (attentat contre l’ambassade de France le 23 avril 2013), et malgré une demande soutenue de cours de français et d'évènements culturels francophones, l'ambassade de France a été contrainte d'y suspendre ses activités culturelles jusqu'à nouvel ordre.

## Pages liées
- Alliance française
- Francophonie